# 正覚寺 (奈良市西紀寺町)
正覚寺（しょうがくじ）は、奈良県奈良市西紀寺町にある、浄土真宗遣迎院派の寺院である。通称十王堂。周辺はかつて十王堂町と呼ばれた。

## 歴史
往昔の本尊は観音菩薩であり、宗派も律宗西大寺派であった。南都（奈良）の諸大寺の影響下にあって、法相宗・真言宗・律宗・浄土宗の四宗兼学の寺であったという。
『奈良坊目拙解』には、「在紀寺町領内於北頰、俗曰十王堂、律宗西大寺派、寺領廿石、興福寺末寺、本尊観世音、瓦葺小堂一宇（西南都三十三所向順礼其一ヶ所）」との記録がある。
慶長7年（1602年）の徳川家康朱印状により、江戸時代を通じ、肘塚村・法華寺村に20石の朱印地を領した。
明治24年の「寺院明細帳」では、天台宗延暦寺派と記されている。

## 伽藍ほか

### 本堂
正面扁額に「大師堂」とあり、古くは大師堂として造られたようである。二間に三間の造で向拝がついている。内陣には本尊の阿弥陀如来立像を中心として、右に旧本尊の観音菩薩立像（厨子入）、左に地蔵菩薩立像が安置されている。
本尊前方に十王のうちの二王（太山王、司禄王）と閻魔王の三体の像が安置されている。いずれも寄木造の彩色像で、像内に「天文廿一年（1552年）壬子十月十六日、宿院佛師、空阿、定政」の墨書がある。ほかに享和三年（1803年）の彩色銘や箱台座の「享保三年（1718年）元林院町竹坊彩色之」の墨書きが見られる。これらはかつてあった、通称の元にもなったと思われる十王堂に安置されていたようだが、十王堂が失われるに至り現本堂に移されたものと思われる。
ほかに大黒天像や不動明王立像、須弥壇前方右手に弘法大師坐像なども安置されている。もとはこの大師像を中心に護摩壇も設けられていたが、現在は外陣一帯畳敷になっている。

### 客殿
本堂右手襖の奥は客殿に通じるが、客殿中央には古い丸柱があり、かつてはこちらが本堂ともみられている。旧十王堂（現存せず）、旧本堂（現客殿）、大師堂（現本堂）の仏像が、全て今は本堂に祀られているようである。

### 俊寛塚
俊寛が流罪先の鬼界ヶ島から逃れて当寺に隠れ住んだとの伝説がある。境内付近を鬼界島と称し、菩提町（通称）にこの碑が立つ。